# Pododexia hirtipleura
Pododexia hirtipleura är en tvåvingeart som beskrevs av Louis-Paul Mesnil 1976. Pododexia hirtipleura ingår i släktet Pododexia och familjen parasitflugor.
Artens utbredningsområde är Madagaskar. Inga underarter finns listade i Catalogue of Life.